# Janvier 1792
Cette page présente les faits marquants du mois de janvier 1792.

## Événements
- France : création par Jean-Nicolas Pache, ami de Gaspard Monge, de la Société patriotique du Luxembourg.

- 9 janvier : traité d'Iași (Moldavie) entre la Russie et l'Empire ottoman[1]. Fin de la guerre russo-turque. La Russie obtient la Crimée, Otchakov et le littoral de la mer Noire jusqu’au Dniestr.

## Naissances
- 12 janvier : Johan August Arfwedson (mort en 1841), chimiste suédois.
- 18 janvier : Gustav Bischof (mort en 1870), géochimiste et géologue allemand.

## Décès
- 8 janvier : Philippe Sauvan, peintre français (° 3 novembre 1697).
- 21 janvier : Giovanni Cristofano Amaduzzi (Amadutius), 51 ans, religieux, universitaire, philosophe et érudit italien (° 9 août 1740).